# Fronsac (Żyronda)
Fronsac – miejscowość i gmina we Francji, w regionie Nowa Akwitania, w departamencie Żyronda.
Według danych na rok 1990 gminę zamieszkiwało 1067 osób, a gęstość zaludnienia wynosiła 70 osób/km² (wśród 2290 gmin Akwitanii Fronsac plasuje się na 403. miejscu pod względem liczby ludności, natomiast pod względem powierzchni na miejscu 744.).